# Antonio Buccione
Antonio Buccione (Murlis di Zoppola, 28 settembre 1940 – Campobasso, 9 luglio 2018) è stato un calciatore italiano, di ruolo centrocampista.

## Carriera
Dopo tre campionati di Serie C con la Reggina, nel 1962 passa al Bari; nel capoluogo pugliese gioca per cinque anni, conquistando la promozione in Serie A nel 1962-1963 e debuttando nella massima serie nel campionato 1963-1964. Nella stagione disputata in Serie A totalizza 32 presenze, mentre colleziona complessivamente 52 presenze e 3 reti nei due campionati giocati in Serie B. Le ultime due stagioni al Bari sono in Serie C, e chiude l'esperienza con i biancorossi con una promozione in Serie B nel campionato 1966-1967.
L'anno seguente passa al Matera, dove vince il campionato di Serie D 1967-1968 e trascorre le successive quattro stagioni in Serie C con i lucani, disputando altre 138 partite nella terza serie.
Chiude la sua carriera con il Termoli in serie D , dal 1972 al 1976.
È venuto a mancare il 9 luglio 2018 a Campobasso alla Cattolica - Fondazione Giovanni Paolo II.

## Palmarès

### Club

#### Competizioni nazionali
- Campionato italiano Serie C: 1

Bari: 1966-1967
- Campionato italiano Serie D: 1

Matera: 1967-1968